# Lycaena daimio
Lycaena daimio är en fjärilsart som beskrevs av Adalbert Seitz. Lycaena daimio ingår i släktet Lycaena och familjen juvelvingar. Inga underarter finns listade i Catalogue of Life.